# Scottish Challenge Cup 2015-2016
La Scottish Challenge Cup 2015-2016 (denominata Petrofac Training Cup per motivi di sponsorizzazione) è stata la 25ª edizione della Scottish Challenge Cup. La vittoria è andata ai Rangers, che si sono imposti in finale per 4-0 sul Peterhead.

## Calendario
| Turno            | Sorteggio       | Date                | Partite | Eliminazioni |
| ---------------- | --------------- | ------------------- | ------- | ------------ |
| Primo turno      | 29 giugno 2015  | 25 luglio 2015      | 16      | 32 → 16      |
| Secondo turno    | 27 luglio 2015  | 18-19 agosto 2015   | 8       | 16 → 8       |
| Quarti di finale | 20 agosto 2015  | 10 ottobre 2014     | 4       | 8 → 4        |
| Semifinali       | 12 ottobre 2015 | 14-15 novembre 2015 | 2       | 4 → 2        |
| Finale           |                 | 10 aprile 2016      | 1       | 2 → 1        |

## Squadre
Partecipano alla competizione 32 squadre. Di queste, 30 appartengono ai campionati professionistici inferiori alla Scottish Premier League, le altre due provengono dai campionati semi-professionistici:
- I 10 club di Scottish Championship

-  Alloa Athletic
-  Dumbarton
-  Falkirk
-  Greenock Morton
-  Hibernian

-  Livingston
-  Queen of the South
-  Raith Rovers
-  Rangers
-  St. Mirren

- I 10 club della Scottish League One

-  Airdrieonians
-  Albion Rovers
-  Ayr Utd
-  Brechin City
-  Cowdenbeath

-  Dunfermline
-  Forfar Athletic
-  Peterhead
-  Stenhousemuir
-  Stranraer

- I 10 club della Scottish League Two

-  Annan Athletic
-  Arbroath
-  Berwick Rangers
-  Clyde
-  East Fife

-  East Stirlingshire
-  Elgin City
-  Montrose
-  Queen's Park
-  Stirling Albion

- I campioni della Highland Football League

-  Brora Rangers

- I campioni della Lowland Football League

-  Edinburgh

Tutte le squadre disputano gli incontri a partire dal primo turno. Durante i primi due turni le squadre vengono divise in due gruppi su base territoriale (Nord e Sud).

## Risultati

### Primo turno
Nord
| Squadra 1          | Risultato | Squadra 2       |
| ------------------ | --------- | --------------- |
| 25 luglio 2015     |           |                 |
| Cowdenbeath        | 0 - 1     | Raith Rovers    |
| Forfar Athletic    | 1 - 0     | Montrose        |
| Arbroath           | 1 - 4     | Dunfermline     |
| Falkirk            | 3 - 1     | East Fife       |
| East Stirlingshire | 2 - 3     | Stenhousemuir   |
| Brora Rangers      | 0 - 1     | Alloa Athletic  |
| Brechin City       | 0 - 3     | Peterhead       |
| Elgin City         | 3 - 2     | Stirling Albion |

Sud
| Squadra 1          | Risultato         | Squadra 2       |
| ------------------ | ----------------- | --------------- |
| 25 luglio 2015     |                   |                 |
| Hibernian          | 2 - 6             | Rangers         |
| Annan Athletic     | 3 - 1             | Airdrieonians   |
| St. Mirren         | 3 - 1             | Berwick Rangers |
| Edinburgh          | 0 - 0 (1 - 3 dcr) | Queen's Park    |
| Greenock Morton    | 2 - 3             | Dumbarton       |
| Ayr Utd            | 3 - 1             | Albion Rovers   |
| Livingston         | 2 - 1             | Clyde           |
| Queen of the South | 2 - 0             | Stranraer       |

### Secondo turno
Nord
| Squadra 1       | Risultato    | Squadra 2    |
| --------------- | ------------ | ------------ |
| 18 agosto 2015  |              |              |
| Forfar Athletic | 0 - 3        | Dunfermline  |
| Falkirk         | 3 - 5        | Peterhead    |
| Stenhousemuir   | 2 - 0        | Raith Rovers |
| 19 agosto 2015  |              |              |
| Alloa Athletic  | 0 - 2 d.t.s. | Elgin City   |

Sud
| Squadra 1          | Risultato    | Squadra 2  |
| ------------------ | ------------ | ---------- |
| 18 agosto 2015     |              |            |
| Queen's Park       | 1 - 0 d.t.s. | Dumbarton  |
| Annan Athletic     | 1 - 2        | St. Mirren |
| Queen of the South | 0 - 1 d.t.s. | Livingston |
| 19 agosto 2015     |              |            |
| Ayr Utd            | 0 - 2        | Rangers    |

### Quarti di finale
| Squadra 1       | Risultato | Squadra 2     |
| --------------- | --------- | ------------- |
| 10 ottobre 2015 |           |               |
| Peterhead       | 3 - 0     | Stenhousemuir |
| Queen's Park    | 2 -1      | Elgin City    |
| St. Mirren      | 4 - 0     | Dunfermline   |
| 20 ottobre 2015 |           |               |
| Rangers         | 1 - 0     | Livingston    |

### Semifinali
| Squadra 1        | Risultato | Squadra 2  |
| ---------------- | --------- | ---------- |
| 14 novembre 2015 |           |            |
| Queen's Park     | 1 - 2     | Peterhead  |
| 28 ottobre 2015  |           |            |
| Rangers          | 4 - 0     | St. Mirren |

### Finale
| Squadra 1      | Risultato | Squadra 2 |
| -------------- | --------- | --------- |
| 10 aprile 2015 |           |           |
| Rangers        | 4 - 0     | Peterhead |